# Севрюк Олександр Олександрович
Олекса́ндр Олекса́ндрович Севрю́к (4 лютого 1893, Росоша, Київська губернія, Російська імперія — 1941, Франкфурт-на-Одері, Третій Рейх) — український державний, громадський і політичний діяч. Дипломат часів Української революції 1917—1921 років. Член Української партії соціалістів-революціонерів.

## Життєпис
Народився у дворянській родині. 

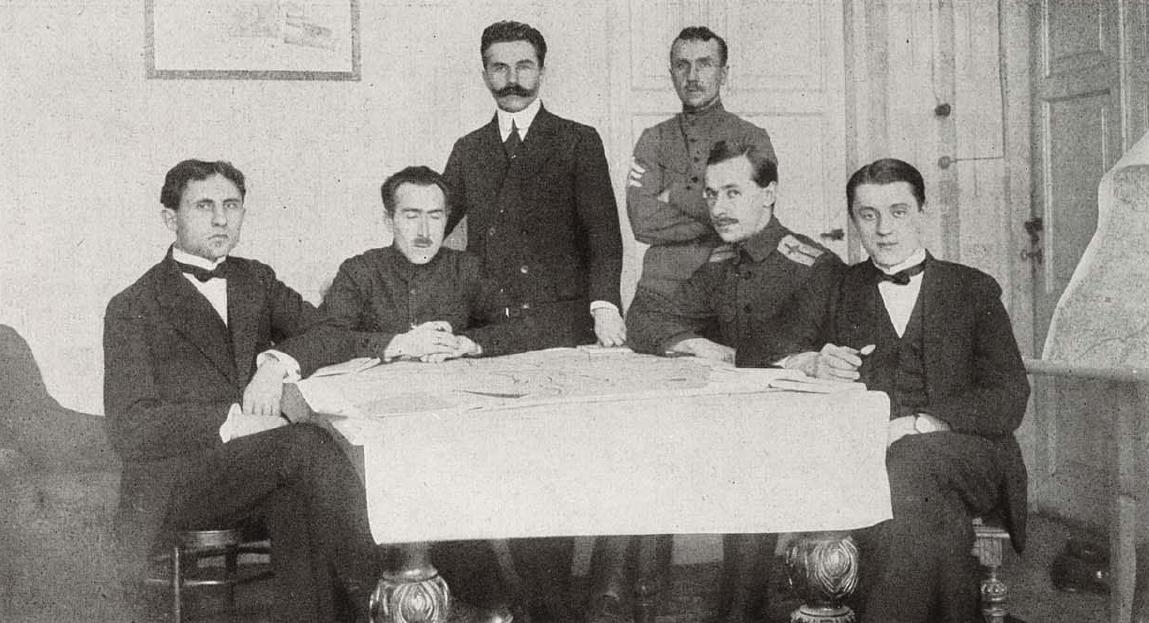
Українська делегація в Бересті. Зліва направо: Микола Любинський, Всеволод Голубович, Микола Левитський, Григорій Лисенко, Михайло Полоз, Олександр Севрюк

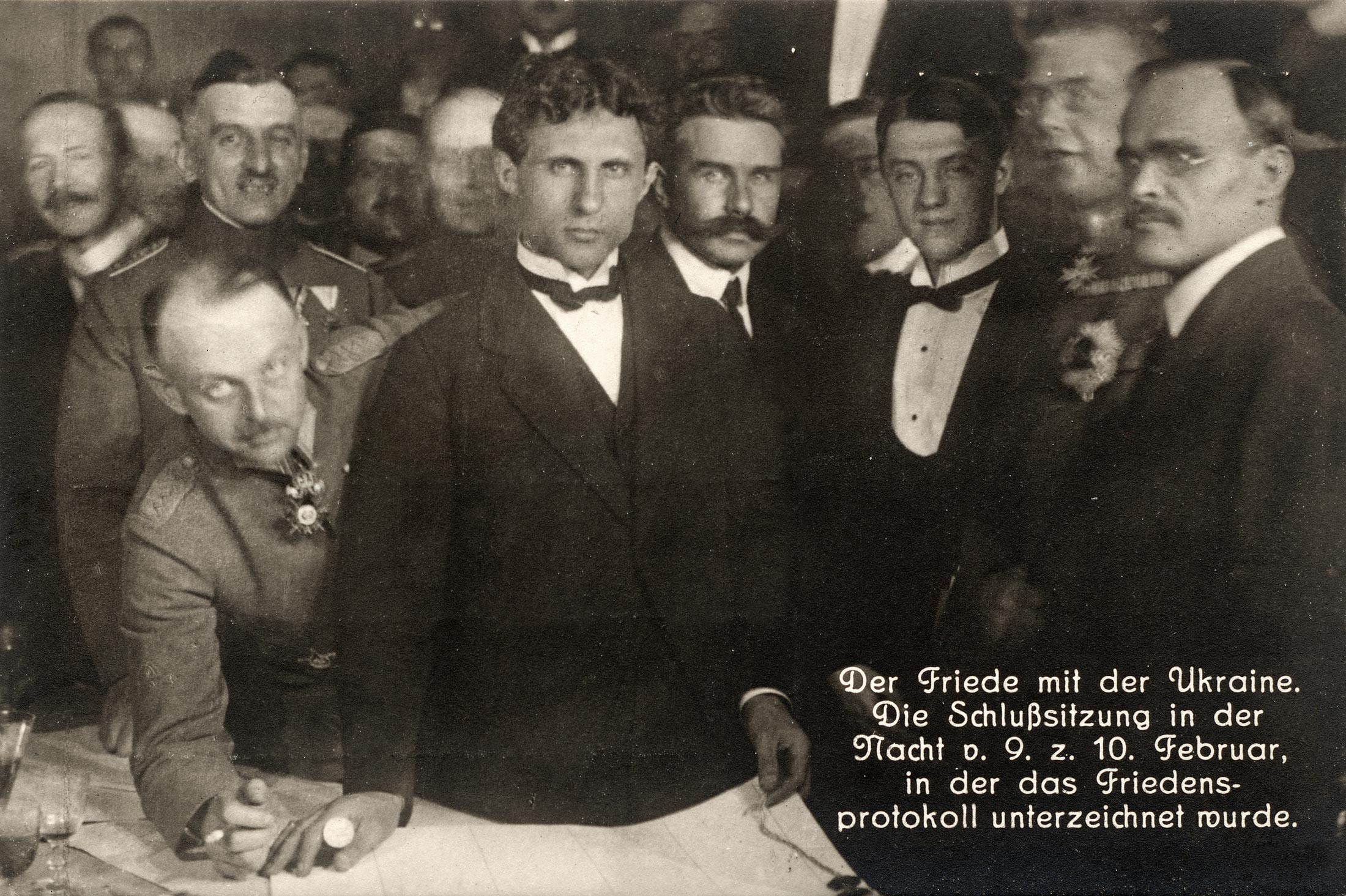
Підписанти Берестейського мирного договору: генерал Брінкманн, Микола Любинський, Микола Левитський, Олександр Севрюк, Макс Гофман, Сергій Остапенко

Дід, Франц Іванович Севрюк, з дворян Київської губернії, православний, розпочав службу в армії 28 січня 1822. Прапорщик (17 лютого 1827), підпоручик (15 вересня 1831), 5 березня 1834 звільнений зі служби. З 21 лютого 1836 приватний пристав Кишинівської міської поліції, з 12 травня по 12 листопада 1838 – на тій же посаді в Акерманській міській поліції. Був одружений із Марією Григорівною Міліцькою.
Батько, Олександр Францович Севрюк (4 квітня 1845 – 23 липня 1901), начальник залізничної станції Липовець. 10 вересня 1889 одружився з дворянкою Теклою Йосипівною Дмуховською, католичкою, мав дітей Олександра та Вікторію (14 жовтня 1896).
З 1902 по 1911 рр. Олександр навчався у Луцькій гімназії, жив на Парадній вулиці, в домі Биховського. З осені 1911 по травень 1912 навчався в Петербурзькому Технологічному інституті, жив біля місця навчання, на Подільській вул., 20. Відрахувався за власним бажанням "для вступу до університету". Під час навчання член української студентської громади та Інформаційного бюро українських студентських організацій Петрограда.
Від квітня 1917 року був членом Української Центральної Ради від студентських організацій. Очолював комісію з розробки законопроєкту про скликання Українських установчих зборів.
15 січня 1918 року очолив делегацію УНР на мирових переговорах з Центральними державами у Бересті. 9 лютого підписав Берестейський мир.
Був послом УНР у Берліні.
1919 року — член делегації УНР на Паризькій мирній конференції, згодом — посол у Римі.
У середині липня 1919 року працював над завданням Начальної Команди Української Галицької Армії — повернути з Італії військовополонених галичан; йшли переговори про сформування в таборі Кассіно чотирьох дивізій по 12 тисяч стрільців кожна.
У 1920—1941 роках в еміграції в Парижі та Німеччині, де проводив спочатку прорадянську діяльність, а потім співпрацював з владою Третього рейху.
Загинув внаслідок залізничної катастрофи поблизу Франкфурта-на-Одері.